# Cantone di Saint-Chamond-Sud
Il Cantone di Saint-Chamond-Sud era una divisione amministrativa dell'Arrondissement di Saint-Étienne.
È stato soppresso a seguito della riforma complessiva dei cantoni del 2014, che è entrata in vigore con le elezioni dipartimentali del 2015.
Comprendeva parte della città di Saint-Chamond e il comune di La Valla-en-Gier.